# Anthony Edwards
Pour les articles homonymes, voir Anthony Edwards (homonymie) et Edwards.
Anthony Edwards, né le 19 juillet 1962 à Santa Barbara (Californie), est un acteur américain.
Il est notamment célèbre pour avoir interprété Goose, coéquipier de Tom Cruise dans Top Gun et le docteur Mark Greene, chef des internes puis médecin titulaire du service des urgences dans Urgences.

## Biographie
Cadet d'une famille de 5 enfants (père architecte et mère artiste peintre), il se forme au théâtre très jeune. À 16 ans, il a déjà joué dans une douzaine de pièces et de comédies musicales. Le lycée terminé, il s'inscrit à la Royal Academy of Dramatic Art de Londres.

### Carrière
De retour aux États-Unis, il reprend ses cours à l'université de Californie du Sud tout en décrochant quelques petits rôles au cinéma dans des films tels que Pied au plancher (Heart Like a Wheel) et Ça chauffe au lycée Ridgemont.
En 1982, il quitte définitivement la faculté pour jouer dans la série It Takes Two.
En 1986, son rôle dans Top Gun lui permet de décrocher des rôles de plus en plus intéressants. 
En 1994, il est engagé dans Urgences.
À partir de 1994, il réalise des téléfilms, principalement des épisodes de séries.

## Vie privée
Compagnon de Meg Ryan (rencontrée sur le tournage de Top Gun) entre 1986 et 1987, il est marié entre 1994 et 2015 à Jeanine Lobell. Ensemble ils ont quatre enfants, un fils et trois filles.
Il partage par la suite la vie de Mare Winningham, qu'il épouse en 2021.

## Filmographie

### Acteur

#### Cinéma
- 1973 : Big Zapper : Le garçon du Kono
- 1982 : Ça chauffe au lycée Ridgemont (Fast Times at Ridgemont High) : Stoner Bud
- 1983 : Pied au plancher (Heart Like a Wheel) : John Muldowney (âge 15-23)
- 1984 : Les Tronches (Revenge of the Nerds) : Gilbert Lowell
- 1985 : Garçon chic pour nana choc (The Sure Thing) : Lance
- 1985 : Touché ! (Gotcha!) : Jonathan
- 1986 : Top Gun : Lieutenant JG Nick 'Goose' Bradshaw
- 1987 : Summer Heat : Aaron
- 1987 : Les Tronches 2 (Revenge of the Nerds II: Nerds in Paradise) : Gilbert Lowell
- 1988 : Mr. North : Theophilus North
- 1988 : Hawks : Deckermensky, 'Decker'
- 1988 : Appel d'urgence (Miracle Mile) : Harry Washello
- 1989 : Comment devenir beau, riche et célèbre (How I Got Into College) : Kip Hammett
- 1990 : Deux flics à Downtown (Downtown) : Alex Kearney
- 1992 : Simetierre 2 (Pet Sematary II) : Chase Matthews
- 1992 : Delta Heat : Mike Bishop
- 1992 : Landslide : Bob Boyd
- 1993 : Sexual Healing : David (court-métrage)
- 1994 : Le Client (The Client) : Clint Von Hooser
- 1995 : Charlie's Ghost Story : Dave
- 1998 : La Carte du cœur (Playing by Heart) : Roger
- 1999 : Amour sous influence (Don't Go Breaking My Heart) : Tony Dorfman
- 2001 : Jackpot : Tracy
- 2003 : Northfork : Happy
- 2004 : Thunderbirds : Brains
- 2004 : Mémoire effacée (The Forgotten) : Jim Paretta
- 2007 : Zodiac de David Fincher : Inspecteur William Armstrong
- 2009 : Maman, mode d'emploi (Motherhood) : Avery
- 2010 : Un cœur à l'envers (Flipped) de Rob Reiner : Steven Loski
- 2013 : Big Sur : Lawrence Ferlinghetti
- 2013 : Planes : voix de Echo
- 2015 : Experimenter : Miller
- 2015 : Consumed : Jacob
- 2022 : Top Gun: Maverick : Nick « Goose » Bradshaw (images d'archives du premier film)

#### Séries télévisées
- 1981 : Walking Tall : Robbie
- 1981 : The Killing of Randy Webster : Tommy Lee Swanson
- 1982 - 1983 : It Takes Two : Andy Quinn (22 épisodes)
- 1983 : For Love and Honor : Michelson
- 1984 : Call to Glory : Billy
- 1992 : Bienvenue en Alaska : Mike Monroe
- 1994 - 2008 : Urgences : Dr Mark Greene (180 épisodes)
- 1996 : Coup de sang (In Cold Blood) : Dick Hickock
- 2001 : Frasier : Tom (voix)
- 2001 : Mon ex, mon coloc et moi : Ricky (saison 1 épisode 10)
- 2013 : Zero Hour : Hank Galliston (13 épisodes)
- 2015 : Girls : Melvin Shapiro (saison 4 épisode 1)
- 2015 : Blue Bloods : Owen Cairo (saison 6 épisode 7)
- 2016 : New York, unité spéciale : sergent Patrick Griffin (saison 18, épisode 5)
- 2016 : Billions : Judge Whit Wilcox (2 épisodes)
- 2016 : Drunk History : Giles Allen
- 2017 : Law and Order True Crime : Judge Stanley Weisberg (6 épisodes)
- 2018 : Designated Survivor : Mars Harper (10 épisodes)
- 2022 : Inventing Anna : Alan Reed (5 épisodes)
- 2022 : WeCrashed : Bruce Dunlevie (3 épisodes)
- 2022 : Tales of the Walking Dead (1 épisode)

##### Téléfilms
- 1983 : Drôle de collège : Beau Middleton
- 1985 : Going for the Gold: The Bill Johnson Story : Bill Johnson
- 1990 : El Diablo (TV) de Peter Markle : Billy Ray Smith
- 1990 : Un psy très spécial : Boyd Geary
- 2016 : Drew : Carson Drew
- 2017 : Controversy : Darwin Conn

### Réalisateur
- 1995 : Charlie's Ghost Story
- 1996-2001 : Urgences (4 épisodes)
- 2016 : My Dead Boyfriend

### Producteur
- 1999 : Amour sous influence (producteur exécutif)
- 1999 : Border Line (téléfilm) (producteur exécutif)
- 1999 : N.Y.H.C. (documentaire) (producteur exécutif)
- 2001 : Un été en Louisiane (téléfilm) (producteur exécutif)
- 2003 : Die, Mommie, Die! (producteur)
- 2010 : Temple Grandin (téléfilm) (producteur exécutif)
- 2015 : Searching for Home, Coming Back From War (documentaire) (producteur exécutif)

## Distinctions

### Récompenses
- Golden Globes 1998 : Meilleur acteur dans une série télévisée dramatique pour Urgences (1994-2002).
- Primetime Emmy Award 2010 : Meilleur téléfilm pour la télévision pour Temple Grandin (2010).

### Nominations
- Primetime Emmy Awards 1995 : Meilleur acteur dans une série télévisée dramatique pour Urgences (1994-2002).
- Primetime Emmy Awards 1996 : Meilleur acteur dans une série télévisée dramatique pour Urgences (1994-2002).
- Golden Globes 1996 : Meilleur acteur dans une série dramatique pour Urgences (1994-2002).
- Primetime Emmy Awards 1997 : Meilleur acteur dans une série télévisée dramatique pour Urgences (1994-2002).
- Golden Globes 1997 : Meilleur acteur dans une série dramatique pour Urgences (1994-2002).
- Primetime Emmy Awards 1998 : Meilleur acteur dans une série télévisée dramatique pour Urgences (1994-2002).
- Golden Globes 1998 : Meilleur acteur dans une série dramatique pour Urgences (1994-2002).
- Golden Globes 1999 : Meilleur acteur dans une série dramatique pour Urgences (1994-2002).

## Voix francophones
En France, William Coryn est la voix régulière d'Anthony Edwards depuis Urgences.
Au Québec, Jacques Lavallée lui a prêté sa voix à six reprises.
En France
| - William Coryn dans : - Urgences (série télévisée) - Amour sous influence - Thunderbirds - Fondation Autisme (publicité) - Zero Hour (série télévisée) - Girls (série télévisée) - Blue Bloods (série télévisée) - New York, unité spéciale (série télévisée) - Billions (série télévisée) - Law and Order True Crime (série télévisée) - Designated Survivor (série télévisée) - Tales of the Walking Dead (série télévisée) - Jean-François Vlérick dans : - Touché ! - Deux flics à Downtown | - Nicolas Marié dans : - El Diablo (téléfilm) - Northfork - Thierry Ragueneau dans : - Mémoire effacée - Zodiac Et aussi - José Luccioni (*1949 - 2022) dans Top Gun - Éric Legrand dans Les Tronches 2 - Mark Lesser dans Appel d'urgence - Renaud Marx dans Un psy très spécial (téléfilm) - Emmanuel Jacomy dans Simetierre 2 - Gérard Darier dans Le Client - Michel Vigné dans Coup de sang - Pascal Casanova dans La Carte du cœur - François Raison dans Planes (voix) - Gabriel Le Doze dans Inventing Anna (mini-série) - Jean-François Aupied dans WeCrashed (mini-série) |

Au Québec
| - Jacques Lavallée dans : - Le Client - Couples à la dérive - Les Sentinelles de l'air - L'Oubli - Les joies de la maternité - Un cœur à l'envers | Et aussi - Daniel Lesourd dans La Course vers le sommet (téléfilm) - Renaud Paradis dans Conquêtes de vacances |